# Шутт, Николай Константинович
 Никола́й Константи́нович Шутт  (30 декабря 1916 — 30 марта 1977) — лётчик-истребитель, майор, Герой Советского Союза.

## Биография
Родился 30 декабря 1916 года в селе Плещеницы Минской губернии в семье служащего. Окончил Рогачёвскую профтехшколу металлистов, автошколу в Бобруйске и рабфак при Минском медицинском институте. С 1936 года работал на Минской кондитерской фабрике «Коммунарка». Окончил Минский аэроклуб. В 1938 году был призван в Красную Армию. В этом же году, окончив Борисоглебскую военную авиационную школу лётчиков, стал лётчиком-истребителем.
В 1939 году был направлен на Дальний Восток. На истребителе И-16 участвовал в воздушных боях в районе реки Халхин-Гол. Побед над самолётами противника не имел.
С декабря 1941 года воевал на Крымском, с мая 1942 года — на Южном, с марта 1943 года — на Воронежском, с июля 1943 года — на Степном, с октября 1943 года — на 2-м Украинском, с июля 1944 года — на 1-м Украинском фронтах.
Первые воздушные бои провёл на Керченском полуострове в качестве командира звена. Летом 1943 года старший лейтенант Шутт командовал эскадрильей 270-го истребительного авиационного полка.
К сентябрю 1943 года будучи помощником командира 270-го истребительного авиационного полка по воздушно-стрелковой службе 203-й истребительной авиационной дивизии 1-го Штурмового Авиационного Корпуса 5-й Воздушной Армии Степного фронта совершил 315 боевых вылетов, провёл 86 воздушных боёв, лично сбил 14 и в группе 1 самолёт противника.
Указом Президиума Верховного Совета СССР «О присвоении звания Героя Советского Союза офицерскому составу военно-воздушных сил Красной Армии» от 4 февраля 1944 года за «образцовое выполнение боевых заданий командования на фронте борьбы с немецкими захватчиками и проявленные при этом отвагу и геройство» удостоен звания Героя Советского Союза с вручением ордена Ленина и медали «Золотая Звезда».
Великую Отечественную войну закончил в небе Берлина и Праги. К 9 мая 1945 года гвардии капитан Н. К. Шутт совершил 430 боевых вылетов, провёл 104 воздушных боя, сбил лично 18 и в группе 2 самолёта врага.
В августе-сентябре 1945 года участвовал в советско-японской войне. Сражался на 1-м Дальневосточном фронте, был помощником командира 281-го отдельного транспортного авиационного полка по воздушно-стрелковой службе. Участвовал в Харбино-Гиринской операции. Встреч с авиацией противника в воздухе не имел.
В 1945 году окончил Липецкие высшие лётно-тактические курсы. Командовал авиаэскадрильей ВВС на Дальнем Востоке. С 1947 года — заместитель командира авиаэскадрильи (Закавказский и Одесский военные округа). В мае 1949 года вышел в запас в звании майора.
В 1950—1959 годах жил в Белоруссии — в деревне Пуховичи, работал заведующим клубом. Затем переехал в Молдавию в город Тирасполь, работал шофёром.
Умер 30 марта 1977 года. Похоронен на кладбище «Дальнее» в Тирасполе.
Память
В Тирасполе установлена мемориальная доска Герою.

## Награды
- Медаль «Золотая Звезда» (04.02.1944)[2];
- орден Ленина (04.02.1944);
- два ордена Красного Знамени (22.07.1943[6]; 25.12.1943);
- орден Александра Невского (22.10.1944)[7];
- медали.